# Валье-де-Сантьяго (муниципалитет)
Валье-де-Сантьяго (исп. Valle de Santiago) — муниципалитет в Мексике, штат Гуанахуато, с административным центром в одноимённом городе. Численность населения, по данным переписи 2010 года, составила 141 058 человек.

## Общие сведения
Название Valle de Santiago с испанского языка можно перевести как долина святого Иакова.
Площадь муниципалитета равна 820 км², что составляет 2,68 % от общей площади штата, а наивысшая точка расположена в поселении Лагунилья-де-Моготес и равна 2209 метра.
Он граничит с другими муниципалитетами штата Гуанахуато: на севере с Пуэбло-Нуэво и Саламанкой, на востоке с Хараль-дель-Прогресо, на юге с Юририей, на западе с Уанимаро и Абасоло, а также на юго-западе граничит с другим штатом Мексики — Мичоакан.

## Учреждение и состав
Муниципалитет был образован в 1824 году, в его состав входит 240 населённых пунктов, самые крупные из которых:
| Код INEGI | Населённый пункт                                                                   | Численность населения (2005 год) | Численность населения (2010 год) |
| --------- | ---------------------------------------------------------------------------------- | -------------------------------- | -------------------------------- |
| 042       | Всего                                                                              | 127945                           | 141058                           |
| 0001      | Валье-де-Сантьяго (исп. Valle de Santiago) (административный центр)                | 62121                            | 68058                            |
| 0086      | Ринкон-де-Парангео (исп. Rincón de Parangueo) 20°25′18″ с. ш. 101°15′02″ з. д.     | 2209                             | 2553                             |
| 0106      | Сан-Херонимо-Арасео (исп. San Jerónimo de Araceo) 20°19′28″ с. ш. 101°10′53″ з. д. | 1987                             | 1960                             |
| 0050      | Магдалена-де-Арасео (исп. Magdalena de Araceo) 20°18′38″ с. ш. 101°10′53″ з. д.    | 1774                             | 1830                             |
| 0025      | Чарко-де-Пантоха (исп. Charco de Pantoja) 20°23′24″ с. ш. 101°21′13″ з. д.         | 1732                             | 1777                             |
| 0043      | Хикамас (исп. Las Jícamas) 20°16′42″ с. ш. 101°21′29″ з. д.                        | 1686                             | 1623                             |
| 0115      | Сан-Николас-Парангео (исп. San Nicolás Parangueo) 20°23′38″ с. ш. 101°15′17″ з. д. | 1366                             | 1581                             |

## Экономика
По статистическим данным 2000 года, работоспособное население занято по секторам экономики в следующих пропорциях: сельское хозяйство, скотоводство и рыбная ловля — 33,3 %, промышленность и строительство — 22,3 %, сфера обслуживания и туризма — 41,7 %, прочее — 2,7 %.

## Инфраструктура
По статистическим данным 2010 года, инфраструктура развита следующим образом:
- электрификация: 98,7 %;
- водоснабжение: 97,9 %;
- водоотведение: 86,7 %.

## Фотографии
- Ринкон-де-Парангео
- Сан-Николас-Парангео